# ジャンボリー作戦
ジャンボリー作戦（ジャンボリーさくせん、英語: Operation Jamboree）は、太平洋戦争末期の1945年2月にアメリカ海軍の空母機動部隊が、関東地方周辺の日本軍航空基地及び航空機工場を標的として行った航空攻撃作戦である。
硫黄島の戦いの援護及び日本軍航空戦力の減殺を目的として実行され、日本軍航空隊と工場設備に相当の被害を与えた。ドーリットル空襲や島嶼部の事例を除けば、初めての空母による日本本土空襲であった。

## 背景

### アメリカ軍
1944年（昭和19年）8月にマリアナ諸島を占領したアメリカ軍は、同年11月以降マリアナ諸島に配備したB-29爆撃機により東京などに対する本格的な日本本土空襲を開始した。B-29による初期の空襲は工場などを目標とした高高度精密爆撃が中心だったが、命中率が低く工場の被害はさほど大きくなかった。アメリカ軍はB-29による空襲に先立って、空母機動部隊の小型機による空襲で日本側の航空戦力を撃破する計画であったが、空母機動部隊がフィリピンの戦いにかかりきりとなったために実現しなかった。
1945年（昭和20年）2月、フィリピンの戦いが一段落したアメリカ軍は、硫黄島攻略に着手した。そして上陸戦開始に先立ち、攻略部隊を守るための陽動と航空戦力の減殺を目的として、高速空母機動部隊である第58任務部隊（司令官：マーク・ミッチャー中将）により関東地方周辺の日本軍航空基地及び航空機工場を攻撃することになった。1942年4月に陸上用爆撃機を空母から発進させたドーリットル空襲以来、2年10ヶ月ぶりの空母による日本本土空襲であり、通常の艦上機による初の本土空襲であった。
この時点の第58任務部隊は、正規空母11隻・軽空母5隻を基幹に戦艦8隻をはじめ多数の護衛艦艇を伴う強力な艦隊であった（詳細後述）。部隊は空母2-4隻を基幹とする5個任務群に分かれており、うち第58.5任務群は夜間戦闘機を積んでいた。搭載航空隊は日本軍迎撃機との空中戦を想定して、各正規空母の搭載機約100機のうち73機以上をF6F戦闘機かF4U戦闘機に割いた戦闘機中心の編制としている。航空隊の約半数は、本作戦が初めての実戦任務であったことがアメリカ側の懸念材料であった。また第58任務部隊を支援するため、第50.8任務群の多数の補給艦も出動した。

### 日本軍
一方の日本軍も硫黄島へのアメリカ軍来攻が近いと予想していたが、陸海軍とも航空隊がフィリピンの戦いで消耗した状態であり、教育部隊を実戦部隊化するなどして戦力の回復を進めている途上であった。陸軍航空隊は第10飛行師団（師団長心得：吉田喜八郎少将）、海軍航空隊は第三航空艦隊（三航艦、司令長官：寺岡謹平中将）を関東地区に展開して、高射第1師団などの対空砲部隊とともにB-29爆撃機に対する迎撃に当たらせていた。
日本本土と小笠原諸島の間には特設監視艇が哨戒線を張って、主にB-29爆撃機に対する警戒に当っていた。また、連合艦隊司令部では、アメリカ海軍機動部隊が本土方面に来襲する可能性が高いと警戒しており、捷三号作戦計画に基づき三航艦を中心とした迎撃戦闘を準備していた。なお、この頃には日本側は深刻な航空燃料不足に悩まされており、飛行訓練も実施困難で戦力再建の足かせとなっていた
2月上旬に日本軍は陸海合同で硫黄島攻防戦の図上演習を行った結果、硫黄島の防衛は困難で航空隊がかなり大きな損害を受けてしまうとの予想に達した。そのため、防衛総司令部は硫黄島にアメリカ軍が襲来しても本格的な航空反撃は実施せず、戦力を温存する方針で指導したが、現場の第10飛行師団は積極的な迎撃を考えていた。また、三航艦も新たに編入された第六〇一海軍航空隊（六〇一空）を硫黄島攻防戦に投入することにし、六〇一空に他隊からかき集めた彗星艦爆・零戦と搭乗員を増強、2月14日に香取飛行場への転進を下令した。なお、館山飛行場には、横須賀鎮守府が発令した対潜掃討作戦「S21作戦」のため、対潜航空部隊が集結中であった。

## 戦闘経過

### 第58任務部隊の出撃

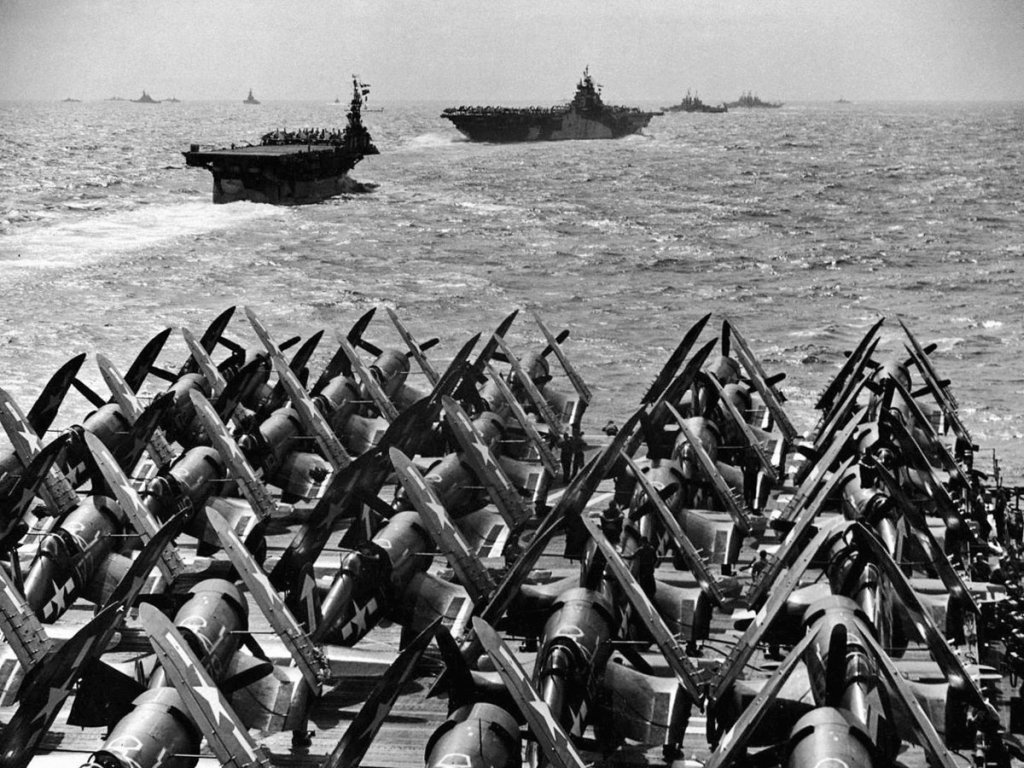
ウルシー環礁を出撃するアメリカ軍第58任務部隊の第58.3任務群（1945年2月10日）。

1945年2月10日、第58任務部隊はウルシー環礁を出撃した。途中の2月12日にテニアン島に立ち寄って、航空隊が第3海兵師団と硫黄島上陸の予行演習を実施した。2月14日に第50.8任務群グループAの補給艦と洋上合同して、翌日までに給油を完了した。2月15日午後7時、第58任務部隊は前衛に5隻の駆逐艦を配置した隊形で、攻撃隊発進地点に向けて高速航行に移った。マリアナ諸島から発進した陸空軍のB-29爆撃機及び海軍のB-24爆撃機と、潜水艦による前路偵察が実施され、針路上に日本軍の哨戒艦艇が存在しないことが確認された。
日本側は通信解析により、1945年1月末ころからアメリカ軍が大規模作戦を準備中であることを察知していた。2月13日、連合艦隊司令長官豊田副武大将は、通信解析に基づいてアメリカ海軍機動部隊がウルシー環礁を出撃したと判断、麾下部隊に警戒を命じるとともに三航艦などの航空部隊に索敵を実施させた。アメリカ軍は悪天候が幸いして日本軍に発見されていないと考えていたが、2月14日には硫黄島から発進した日本軍索敵機がサイパン島西方95海里（約176km）付近に北上中の大艦隊を発見しており、三航艦の寺岡中将は対機動部隊警戒と特攻隊の準備を下令した。陸軍部隊も2月15日から警戒態勢に入った。

### 2月16日の戦闘
2月16日未明、第58任務部隊は東京から南東125海里（約232km）・本州沿岸からわずか60海里（約111km）の地点まで接近し、攻撃隊を発進させた。天候は不良状態で、雲が低く垂れ込めてみぞれが降り、ビューフォート風力階級6-7の強風が吹いていた。気温の低さのため、出撃したアメリカ軍機の搭載機銃のうち相当数が凍りついて動作不能に陥っている。午前中にいずれも制空任務の戦闘機から成る5波の攻撃隊が発進し、関東・東海各地の日本軍飛行場を攻撃した。第1波である第58.2任務群の攻撃隊は房総半島上空に侵入、第5波である第58.3任務群の攻撃隊は悪天候の合間を縫って西方まで進出し、アメリカ軍艦上機として初めて東京上空に達した。
午前7時5分、千葉県白浜の防空監視哨がアメリカ軍小型機の飛来に最初に気付いた。八丈島などに配備された日本側のレーダーサイトは、高度400mの低空飛行で接近したアメリカ軍機を探知できなかった。レーダー網を潜り抜けた結果、アメリカ軍は日本軍の飛行場を奇襲することに成功し、日本側は海軍機だけで50機（日本側記録）が離陸前に地上で炎上させられた。
日本陸軍の第10飛行師団は防衛総司令部の温存方針を破り、対戦闘機の空中戦が苦手な夜間戦闘機装備の飛行第53戦隊に松戸飛行場などへ退避を命じた以外、全力での迎撃戦を試みた。その結果、第10飛行師団は敵機62機撃墜・27機撃破の戦果を報じたものの、37機を失う大損害を受けた。その他、陸軍では独立飛行第17中隊が数機を失った。
日本海軍は、午前8時前に豊田連合艦隊司令長官が捷三号作戦警戒と基地航空部隊による同作戦発動を命じ、関東所在の航空兵力を三航艦指揮下に入れた。三航艦は、薄暮通常攻撃と特攻隊を中心とする対艦反撃と、戦闘機による迎撃戦闘を命じた。例えば千葉県茂原海軍航空基地では、零戦8機（指揮官岩本徹三少尉）が要撃にあたり、F4U戦闘機8機の撃墜を報じた。三航艦は空中戦で敵機55機撃墜を報じたものの、麾下部隊は二一〇空の発進させた零戦14機中1機未帰還・12機被弾などの被害を出した。地上部隊では陸軍第1高射師団が敵機19機撃墜・17機撃破、横須賀海軍警備隊が41機撃墜・31機撃破、八丈島海軍警備隊が16機撃墜・50機撃破を戦果として主張している。対するアメリカ側の記録では、第1波である第58.2任務群の攻撃隊が房総半島沿岸で日本軍機約100機と交戦し、うち40機を撃墜したと主張している。
第58任務部隊は午前11時30分には地上施設に対する攻撃に移り、中島飛行機太田製作所及び小泉製作所を目標として爆撃機を発進させた。しかし、大部分の爆撃隊は悪天候により目標を発見できず、飛行場を狙って爆弾を投下した。
洋上では空襲により特設駆潜艇「通海丸」（日本海洋漁業統制：88総トン）と特設監視艇等4隻が沈没、第211号駆潜特務艇が浸水擱座し、多数の小型艇が損傷した。船舶運営会の記録によると、伊豆大島近海で客船「萩丸」（東海汽船：230総トン）も空襲で沈没している。
2月16日夕刻、日本陸軍の防衛総司令部は迎撃戦闘による航空隊の損害拡大を懸念し、第10飛行師団の主力である飛行第47戦隊と飛行第244戦隊を取り上げて、第6航空軍（司令官：菅原道大中将）の指揮下に移した。第6航空軍は戦力の温存を図り、これら2個の飛行戦隊に分散退避を命じた。
三航艦麾下の第一三一海軍航空隊の艦爆隊（芙蓉部隊）は2月16日昼ごろから犬吠埼東方の索敵攻撃に出撃していたが、効果的な攻撃には至らなかった。2月16日薄暮、第58.5任務群は夜間戦闘機を飛ばして日本軍飛行場上空の制圧を実施した。この夜、第58任務部隊に日本機の飛来はなかった。

### 2月17日の戦闘
2月17日午前、アメリカ軍は第58.5任務群の夜間戦闘機による未明の洋上哨戒を手始めに、その他の任務群の戦闘機による制空飛行、さらに陸上施設に対する爆撃を再開した。この日の空襲では、中島飛行機の武蔵製作所や多摩・立川市方面の航空機工場に爆撃機が差し向けられた。
日本側の第10飛行師団は指揮下の残存戦力で迎撃を続けたが、撃墜36機・撃破18機を戦果として報じたのと引き換えに14機を失った。三航艦は迎撃戦で敵機12機撃墜を報じたが、零戦3機が撃墜されたほか、藤枝飛行場を中心に各種航空機合計11機が地上で炎上した。第1高射師団は敵機14機撃墜・26機撃破、横須賀海軍警備隊は18機撃墜・10機撃破を記録している。豊田連合艦隊司令長官は、第58任務部隊がウルシー環礁に帰還する時機に攻撃しようと考え、17日に三航艦の爆撃機や攻撃機をひとまず退避させた。そのため、三航艦は戦闘機による迎撃戦闘に終始し、艦艇に対する反撃を行わないままに終わった。
このほか、哨戒中の特設駆潜艇「和風丸」（日本海洋漁業統制：88総トン）と特設監視艇「第二十八南進丸」（西大洋漁業：83総トン）他2隻が空襲で沈没し、特設監視艇2隻が機動部隊との水上戦闘で撃沈された。横浜港では特TL船「山汐丸」（山下汽船：10,600総トン）が空襲で大破着底した。

### 作戦打ち切り
2月17日午前11時15分、第58任務部隊司令官ミッチャー中将は天候の悪化を考慮して本作戦の打ち切りを決心した。第58任務部隊は攻撃隊を収容すると、硫黄島に向かって転進した。硫黄島に向かう途中、第58.4任務群は小笠原諸島を空襲し、日本の小型船舶と父島飛行場に損害を与えた。船舶運営会の記録では、2月17日に陸軍徴用船「大美丸」（大阪商船：530総トン）、2月18日に「日吉丸」（広南汽船：1287総トン）が父島で空襲により沈没しているほか、18日に鳥島北東沖で特設監視艇「勝栄丸」（柳下彌三郎：156総トン）が空襲で被弾沈没し、鳥島南西沖で特設監視艇「第五萬栄丸」（中村岩五郎：99総トン）が消息を絶った。また、2月18日にかけての夜に駆逐艦が特設監視艇など4隻の撃沈を報じているが、駆逐艦「ドーチ」（en）」が反撃を受けて3人の戦死者を出した。
本作戦を終えた第58任務部隊は、2月19～20日に第50.8任務群のグループA及びグループBと洋上会合して補給を受けた。航空機の損耗分は、第50.8任務群の護衛空母「ブーゲンビル」がグアム島から運んできた機体により補充された。そして、第58任務部隊は硫黄島の上陸地点などに対する攻撃に加わった。なお硫黄島では、第52任務部隊（司令官：ウィリアム・ブランディ（en）少将）がすでに2月16日から、ジャンボリー作戦と並行して護衛空母搭載機による空襲と戦艦以下各種艦艇による艦砲射撃に着手していた。

## 結果と影響
本作戦の結果、アメリカ軍は日本軍航空隊にかなりの損害を強いることに成功した。日本軍航空隊の損失は、少なくとも被撃墜60機・地上撃破60機に上った。例えば、館山飛行場に集結していたS21作戦部隊は、未帰還7機・炎上10機・被弾18機の損害を受けて作戦中止に追い込まれた。陸軍の第10飛行師団は、地上にあった機体こそ無事だったものの、迎撃戦闘に出動した練度の高いパイロットの戦死が多かった。なおアメリカ側では、空中戦で敵機341機撃墜・190機地上撃破と過大に戦果判定していた。
対するアメリカ軍機の損害は、戦闘による航空機損失60機とその他作戦中の損失28機の合計88機であった。なお、日本側は2日間の総合戦果として、陸軍が敵機175機撃墜・81機撃破、海軍が98機撃墜・3機撃破の合計273機撃墜・84機撃破と過大に判定していた。
その他、日本側は地上施設と艦船も攻撃を受け、中島飛行機の太田製作所と武蔵製作所が相当の被害を出した。ただ、飛行場の設備は一部の格納庫が破損した程度にとどまった。基地在泊中の艦船被害は多数に上ったものの、程度はおおむね軽微であった。一方、洋上行動中の艦艇は被害が大きく、特に北緯31度線付近を哨戒中の特設監視艇は6隻が空襲と水上戦闘で失われた。アメリカ側の最大の艦船戦果は、横浜停泊中の特TL船「山汐丸」（山下汽船：10,600総トン）の撃破であった。
本作戦は日本軍の航空部隊と航空機工場に痛手を与えたが、硫黄島の防衛力を弱めることはできなかった。ただ、硫黄島攻防戦に備えて香取飛行場に移動中の六〇一空は戦力の大部分を失い、投入可能な兵力が減少した。六〇一空は兵力不足と硫黄島までの距離の遠さから、攻撃隊に十分な護衛戦闘機を付けることはできず、少数機を小刻みに発進させていずれかが成功することを期待する戦法を選んだ。六〇一空は神風特別攻撃隊第二御盾隊を編成し、2月20日に5次・計30機を硫黄島方面に出撃させて、護衛空母「ビスマーク・シー」撃沈、空母「サラトガ」撃破など一定の戦果を上げている。
また、豊田副武連合艦隊司令長官の命令により第七六二海軍航空隊から梓特別攻撃隊を編成、ウルシー泊地に帰還した第58任務部隊を狙った第二次丹作戦を決行し、空母「ランドルフ」を損傷させた。

## 参加兵力
第58任務部隊司令官：マーク・ミッチャー中将 - 空母バンカー・ヒルに座乗。
- 第58.1任務群（司令官：ジョセフ・クラーク少将）
  - 空母 - ホーネット、ワスプ、ベニントン、ベロー・ウッド
  - 戦艦 - マサチューセッツ、インディアナ
  - 巡洋艦 - ヴィンセンス、サンフアン、マイアミ
  - 駆逐艦 - 15隻
- 第58.2任務群（司令官：ラルフ・ダヴィソン少将）
  - 空母 - レキシントン、ハンコック、サン・ジャシント
  - 戦艦 - ウィスコンシン、ミズーリ
  - 巡洋艦 - サンフランシスコ
  - 駆逐艦 - 19隻
- 第58.3任務群（司令官：フレデリック・C・シャーマン少将）
  - 空母 - エセックス、バンカー・ヒル（第58任務部隊旗艦）、カウペンス
  - 戦艦 - サウスダコタ、ニュージャージー
  - 巡洋艦 - アラスカ、インディアナポリス（第5艦隊旗艦[注 7]）、ボストン、パサデナ、ウィルクスバリ、アストリア
  - 駆逐艦 - 14隻
- 第58.4任務群（司令官：アーサー・W・ラドフォード少将）
  - 空母 - ヨークタウン、ランドルフ、ラングレー、カボット
  - 戦艦 - ワシントン、ノースカロライナ
  - 巡洋艦 - サンタフェ、ビロクシ、サンディエゴ
  - 駆逐艦 - 17隻
- 第58.5任務群（司令官：マティアス・ガードナー少将）
  - 空母 - エンタープライズ、サラトガ
  - 巡洋艦 - ボルチモア、フリント
  - 駆逐艦 - 12隻

第50.8任務群（兵站支援部隊）司令官：ドナルド・ベアリー（en）少将
- グループA（司令官：D. Curry, Jr. 大佐）
  - 護衛空母 - 2隻（うち1隻は輸送任務）
  - 護衛艦艇 - 軽巡洋艦デトロイト（旗艦）、駆逐艦4隻、護衛駆逐艦12隻
  - 支援艦船 - 給油艦15隻、航洋曳船4隻
- グループB（司令官：H.F. MacComsey 大佐）
  - 護衛空母 - 4隻（うち3隻は輸送任務）
  - 護衛艦艇 - 駆逐艦7隻、護衛駆逐艦6隻、高速輸送艦4隻
  - 支援艦船 - 給油艦12隻、給兵艦2隻、汎用補給艦1隻
- 予備 - サイパン島で待機。
  - 給油艦 - 6隻